# Claude de Fenoyl
Claude de Fenoyl (né en 1537 et mort en 1597 à Lyon) est capitaine d'infanterie, fils de Jacques de Fenoyl (Le Jeune), échevin de la ville de Lyon.

## Biographie
Il combattit comme lieutenant d’une compagnie d’infanterie lors du siège du fort de Bonifacio en Corse en 1553). Il participa aux guerres du Piémont  que les français abandonnèrent en vertu de la paix de 1559. Il fut par la suite envoyé par le maréchal de Brissac dans la ville de Vienne, puis au château de Montarchin, où il demeura quelques années.
De retour à Lyon, il incarna l'ultime résistance aux troupes protestantes du Baron des Adrets lorsque celui-ci prit la ville dans la nuit du 30 août 1562. Enfermé au fort de Pierre Scize  il fut libéré quelques mois plus tard, l’édit de pacification du mois de juin 1563 et le départ du comte de Sault ayant redonné aux catholiques la maîtrise de la situation. Nommé commandant de Pierre Scize, il prit sa revanche en devenant à son tour geôlier du Baron des Adrets, qui l'avait fait enfermer.
Pendant toute la durée des guerres protestantes, il reçut plusieurs commissions de commandement de troupes d'infanterie pour combattre les protestants en Dauphiné en Lyonnais et dans la Dombes. Il participa notamment à la reddition du Château de Peyraud en Vivarais en 1574. 
Il fut nommé par Charles IX gentilhomme ordinaire de la chambre du roi en 1570, puis Sergent Major de la ville de Lyon en 1576, charge crée pour par Henri III pour le récompenser de ses services.
Il fut élu échevin de la ville de Lyon en 1585. Resté fidèle au roi en 1589, les ligueurs lyonnais l'emprisonnèrent. Réinstallé dans sa charge par Henri IV en 1595, il mourut en 1597 et fut enterré dans la chapelle Saint-Maurice de l'église Saint-Paul.

## Sources
- Charles Revel, Usages des pays de Bresse, Bugey et Gex, leurs statuts..., p. 114, éd. Impr. Jean-Baptiste Besson, 1775
- Rubys, Claude de, Histoire véritable de la ville de Lyon, 1603
- Chronique lyonnaise de Jean Guéraud, 1536-1562, publiée par Jean Tricou, Audin, Lyon, 1929
- Boitel, Lyon ancien et moderne, 1843
- Léopold Niepce, Vingtrinier, Lyon militaire: notes et documents pour servir à l'histoire de cette ville depuis son origine jusqu'à nos jours, 1897